# Hip-hop expérimental
Sous-genres
Hip-hop underground, trip hop, hipster-hop, nerdcore, hip-hop industriel
Le hip-hop expérimental, ou abstract hip-hop, est un courant du hip-hop se démarquant du reste de la scène rap par de nombreux aspects : thèmes très éloignés des préoccupations habituelles du hip-hop (faits de société, gangs, criminalité, politique, inégalités) et où l'on retrouve plus volontiers des paroles poétiques, abstraites, en général dénuées de tout message velléitaire et/ou engagé, mais chargées d'une substance se voulant éthérée, subtile, lyrique. Cependant la majorité des productions relevant du hip-hop expérimental sont complètement dénuées de paroles, auquel cas on désigne parfois ce sous-genre comme hip-hop instrumental. En effet, le genre musical est une totale mise en avant des DJ et beat makers qui se détachent du côté lyrique pour produire une musique plus libre et plus riche.

## Caractéristiques
La production du hip-hop expérimental est très éclectique, et reprend une large variété de genres musicaux. En plus d'éléments sonores extraits de la musique électronique et du dub, les musiciens s'inspirent d'autres styles incluant rock, soul, reggae, musique classique et jazz. En général, la production du hip-hop expérimental se construit et se base sur des groupes et musiciens de hip-hop des années 1990 comme Wu-Tang Clan, A Tribe Called Quest, De La Soul et The Pharcyde. James Dewitt Yancey, également connu sous les noms de J Dilla ou Jay Dee, est l'un des pionniers du genre. L'approche de J Dilla est un échantillonnage novateur. Certains producteurs inspirés de l'approche de J Dilla sont Madlib, Flying Lotus, Karriem Riggins, et Hudson Mohawke.
Un des aspects les plus importants du hip-hop expérimental reste le sampling qui permet aux différents producteurs d’explorer des univers variés, exploitants tous les genres musicaux afin de créer des ambiances uniques. On peut notamment citer DJ Shadow réel pilier du mouvement qui composera des albums uniquement basés sur cette technique. C'est ainsi qu'apparaitra le mot de crate-digger, soit « creuseur de caisse » désignant les producteurs ou DJ qui fouillaient les caisses de Vinyles afin de trouver le sample adéquat. À travers ce courant, la technique dans le hip-hop est ainsi poussée jusqu'à de nouveaux sommets. On note aussi l'utilisation des scratchs récurrente.
Certains[Qui ?] comparent l'émergence du hip-hop expérimental (au milieu des années 1990) à l'apparition du rock progressif à la fin des années 1960 : on retrouve en effet la grandiloquence sonore, l'utilisation de thématiques musicales empruntées à d'autres genres, des morceaux longs et étoffés, des paroles complexes et fréquemment impénétrables, la mise au point de « concept albums », une recherche technique poussée, etc. De par son éloignement du terreau identitaire du rap et donc de l'association à une culture particulière, on pourrait s'attendre à une large diffusion de cette musique [réf. nécessaire]. Or, le hip-hop expérimental reste au contraire encore cantonné à une frange mineure de l'auditoire hip-hop, malgré un succès critique indéniable[réf. nécessaire]. 

## Sous-genres

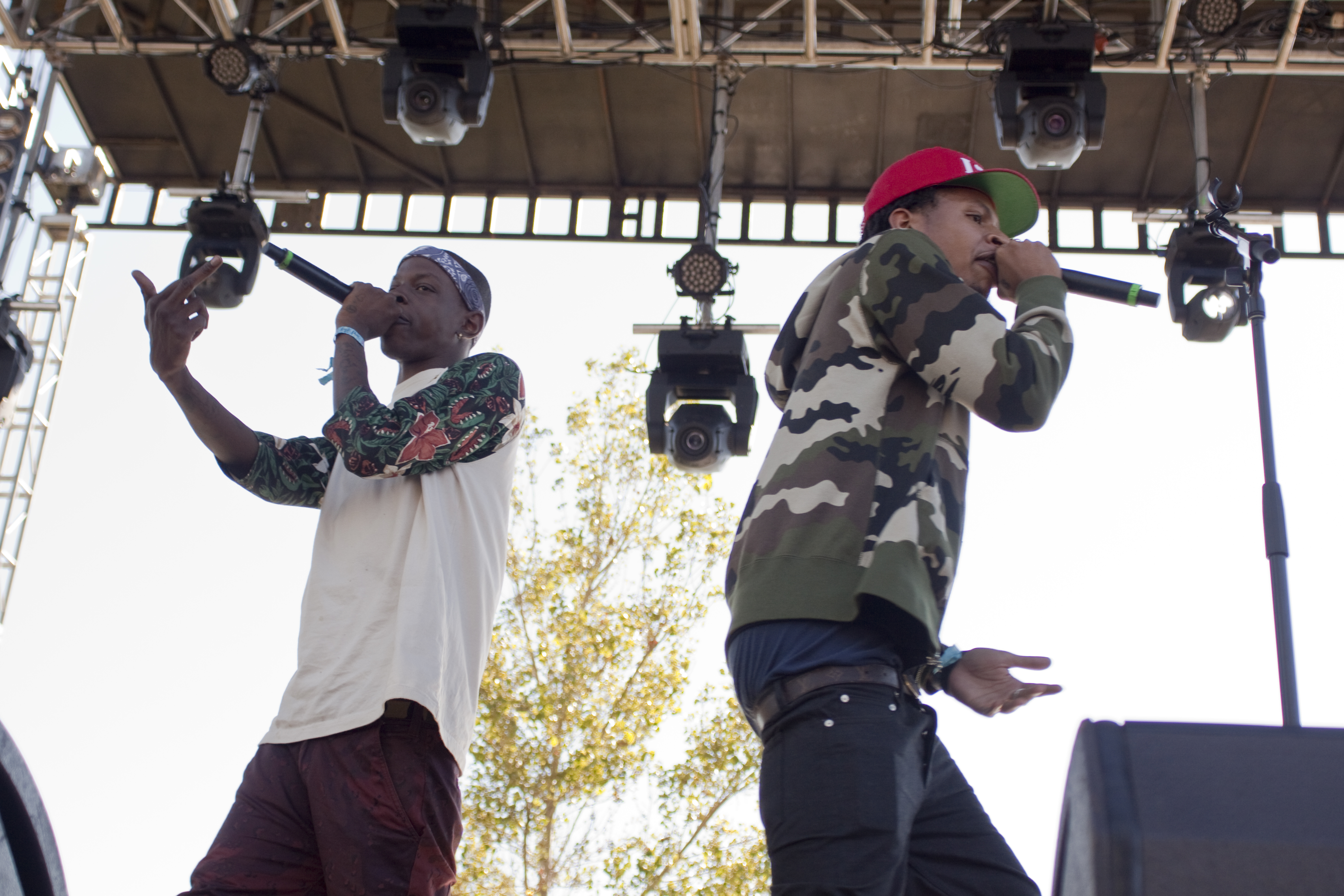
Le duo, The Underachievers, sur scène.

### Avanthop
L'avanthop, également appelé avant-garde hip-hop, est un style de hip-hop dont les racines plongent dans le hip-hop, le rock, le jazz, la folk, et l'électronique. Ce sous-genre du hip-hop émerge à la fin des années 1990 et au début des années 2000, en réponse au hip-hop commercial. 3 Feet High and Rising de De La Soul, parfois considéré comme le premier album de hip-hop expérimental, est souvent cité comme ayant tracé le chemin de l'avanthop de par son utilisation innovatrice d'échantillonnage sonore. Cependant, les auditeurs voient bien plus Music for the Advancement of Hip Hop d'anticon. comme le véritable album d'avant-garde hip-hop ou expérimental.

### Left-field hip-hop
Le left-field hip-hop est un mélange de rap et d'electronica qui se concentre plus sur l'agilité du producteur que sur celui du rappeur ou du MC. 
Bien que des paroles de rap apparaissent souvent dans des albums de left-field, leurs rimes sont mixées avec les autres éléments rythmiques, et l'accent n'est pas mis sur la virtuosité du rappeur, contrairement à la plupart des autres sous-genres du hip-hop. Le left-field hip-hop utilise habituellement des instruments informatisés complexes et incorpore des échantillons sonores et chants live. Des albums notables de left-field incluent Man on the Moon de Kid Cudi, et Prodigy d'Alchemists.

### Cloud rap
Le cloud rap est un sous-genre musical du hip-hop expérimental qui se différencie notamment de par ses paroles parfois absurdes. Les producteurs de cloud rap font usage d'échantillons sonores inhabituels dérivés de musiques ambient, indé, et expérimentales. La musique du rappeur ASAP Rocky est un exemple de ce sous-genre.

### Hip-hop psychédélique
Le hip-hop psychédélique se caractérise par son rythme échantillonné, et de ses paroles abstract et vives. Des exemples de ce style sont inclus dans des albums de hip-hop des années 1980 comme 3 Feet High and Rising (1989) de De La Soul et Paul's Boutique (1989) des Beastie Boys. Kool Keith des Ultramagnetic MCs est une figure clé dans le développement de ce genre ; ce dernier utilisait de nombreux surnoms comme Black Elvis, Dr Octagon, et Dr Dooom, et des paroles de type cartoonesque ressemblant à celles de MF DOOM.